# Park Yong-kyun
Park Yong-kyun (kor. 박영균; * 16. August 1967 in Seoul) ist ein ehemaliger südkoreanischer Boxer im Federgewicht.

## Karriere
Am 12. September 1986 gab er erfolgreich sein Profidebüt. Ende März 1991 wurde er Weltmeister der WBA, als er den Venezolaner Antonio Esparragoza durch einstimmige Punktentscheidung bezwang. Diesen Titel verteidigte er insgesamt acht Mal in Folge und verlor ihn am 4. Dezember 1991 gegen Antonio Esparragoza durch eine geteilte Punktrichterentscheidung. Im Jahre 1995 beendete er seine Karriere.